# 日本政府在外事務所
日本政府在外事務所（英語: Japanese Government Overseas Office または Overseas Agency of Japanese Government）は、1950年代に連合国軍占領下の日本が諸外国に設置していた事実上の大使館ないし事実上の領事館である。外務省設置法（昭和24年法律第135号）と日本政府在外事務所設置法（昭和25年法律第105号）において日本政府在外事務所と明記されているが、俗称として「国」を付けて日本国政府在外事務所と呼ばれることもある。
1950年4月19日、日本政府在外事務所設置法が公布されると同時に施行されて、アメリカ合衆国の複数の都市に日本政府在外事務所を設置することが定められた。その後、数次にわたる法改正によりアメリカ合衆国以外の西側諸国にも在外事務所が拡充されている。1952年4月12日、サンフランシスコ平和条約の発効に先駆けて在外公館の名称及び位置を定める法律が公布され、各接受国との間で平和条約が発効次第、在外事務所に代わってそれぞれ大使館、公使館、総領事館、領事館に昇格することが定められた。

## 日本政府在外事務所の情報
日本政府在外事務所設置法に直接規定する日本政府在外事務所は、昭和28年7月25日に、法律（同法を改正することを内容に含む法律のうち、2025年現在で最後のものである、「在外公館の名称及び位置を定める法律等の一部を改正する法律」（法律第八十四号（昭二八・七・二五）））が施行されて以降は、「在マニラ日本政府在外事務所」のみである。同事務所は、在マニラ日本政府在外事務所を廃止する政令（昭和31年7月23日政令第242号）により廃止となっている（※法律改正による、在マニラ日本政府在外事務所の法律内容からの除外は、2025年まで、行われていない）。
また、同法の規定に基づいて、政令で、日本政府在外事務所を設置することができるが、「日本政府在外事務所増置令」との名称で、当該態様による設置が行われていた例がみられる。日本政府在外事務所増置令との名称の政令は、日本法令索引による検索によれば、2025年現在で、現行政令としては存在しない。

### 日本政府在外事務所の一部の情報
| 接受国         | 名称                                 | 開設            | 閉鎖後         | 備考                             |
| -------------- | ------------------------------------ | --------------- | -------------- | -------------------------------- |
| アメリカ合衆国 | 在ワシントン日本政府在外事務所       | 1950年4月19日？ | 大使館へ昇格   | 遅くとも1951年5月28日までに開設  |
| アメリカ合衆国 | 在サンフランシスコ日本政府在外事務所 | 1950年4月19日   | 総領事館へ昇格 | [ 3 ]                            |
| アメリカ合衆国 | 在シアトル日本政府在外事務所         | 1950年4月19日   | 領事館へ昇格   | [ 3 ]                            |
| アメリカ合衆国 | 在ニューヨーク日本政府在外事務所     | 1950年4月19日   | 総領事館へ昇格 | [ 3 ]                            |
| アメリカ合衆国 | 在ホノルル日本政府在外事務所         | 1950年4月19日   | 総領事館へ昇格 | [ 3 ]                            |
| アメリカ合衆国 | 在ロサンゼルス日本政府在外事務所     | 1950年4月19日   | 総領事館へ昇格 | [ 3 ]                            |
| イギリス       | 在ロンドン日本政府在外事務所         | 1951年5月28日   | 大使館へ昇格   | [ 6 ]                            |
| イタリア       | 在ローマ日本政府在外事務所           | 1951年11月13日  | 大使館へ昇格   | [ 7 ]                            |
| インド         | 在ニューデリー日本政府在外事務所     | 1951年4月5日    | 大使館へ昇格   | [ 5 ]                            |
| インド         | 在カルカタ日本政府在外事務所         | 1951年4月5日    | 総領事館へ昇格 | 現・コルカタ                     |
| インド         | 在ボンベイ日本政府在外事務所         | 1951年4月5日    | 総領事館へ昇格 | 現・ムンバイ                     |
| インドネシア   | 在ジャカルタ日本政府在外事務所       | 1951年5月28日   | 大使館へ昇格   | [ 6 ]                            |
| インドネシア   | 在スラバヤ日本政府在外事務所         | 1951年5月28日   | 領事館へ昇格   | [ 6 ]                            |
| ウルグアイ     | 在モンテビデオ日本政府在外事務所     | 1951年4月5日    | 公使館へ昇格   | [ 5 ]                            |
| オランダ       | 在ハーグ日本政府在外事務所           | 1951年4月5日    | 大使館へ昇格   | [ 5 ]                            |
| カナダ         | 在オタワ日本政府在外事務所           | 1951年5月28日   | 大使館へ昇格   | [ 6 ]                            |
| スイス         | 在ジュネーブ日本政府在外事務所       | 1951年11月13日  | 総領事館へ昇格 | [ 7 ]                            |
| スウェーデン   | 在ストックホルム日本政府在外事務所   | 1951年4月5日    | 公使館へ昇格   | [ 5 ]                            |
| スペイン       | 在マドリード日本政府在外事務所       | 1951年11月13日  | 大使館へ昇格   | [ 7 ]                            |
| タイ           | 在バンコク日本政府在外事務所         | 1951年4月5日    | 大使館へ昇格   | [ 5 ]                            |
| 中華民国       | 在台北日本政府在外事務所             | 1951年11月13日  | 大使館へ昇格   | 当時の台北は臨時首都             |
| 西ドイツ       | 在ボン日本政府在外事務所             | 1951年11月13日  | 大使館へ昇格   | 現・統一ドイツ。ボンは首都       |
| パキスタン     | 在カラチ日本政府在外事務所           | 1951年4月5日    | 大使館へ昇格   | 当時のカラチは首都               |
| ビルマ連邦     | 在ラングーン日本政府在外事務所       | 1951年4月5日    | 大使館へ昇格   | 現・ミャンマー。ラングーンは首都 |
| ブラジル       | 在リオデジャネイロ日本政府在外事務所 | 1951年4月5日    | 大使館へ昇格   | 当時のリオデジャネイロは首都     |
| ブラジル       | 在サンパウロ日本政府在外事務所       | 1951年4月5日    | 総領事館へ昇格 | [ 5 ]                            |
| フランス       | 在パリ日本政府在外事務所             | 1951年4月5日    | 大使館へ昇格   | [ 5 ]                            |
| ペルー         | 在リマ日本政府在外事務所             | 1951年5月28日   | 公使館へ昇格   | [ 6 ]                            |
| ベルギー       | 在ブリュッセル日本政府在外事務所     | 1951年4月5日    | 大使館へ昇格   | [ 5 ]                            |
| メキシコ       | 在メキシコシティ日本政府在外事務所   | 1951年5月28日   | 大使館へ昇格   | [ 6 ]                            |